# Володимир Манілов
Манілов Володимир Олександрович (24. 04. 1940, м. Бобруйськ, Білорусь — 03. 12. 2003, Київ) — гітарист, педагог.

## Життєпис
Володимир Олександрович Манілов виріс у сім'ї з давніми музичними традиціями. Його дід, Григорій Феофанович, заслужений діяч мистецтв України, був художнім керівником і диригентом оркестру народних інструментів в місті Миколаїв. Творчі успіхи оркестру були настільки великими, що через декілька років після його створення музиканти в повному складі були зараховані до Одеської консерваторії і згодом успішно її закінчили.
Батько Манілова, Олександр Григорович, також був музикантом. Він закінчив Московську консерваторію й аспірантуру по класу скрипки. Деякий час був ректором Одеської консерваторії, потім працював у Києві завідуючим кафедрою камерних інструментів, професор на кафедрі скрипки. А мати Володимира Олександровича була піаністкою.
Сам Володимир Манілов протягом семи років навчався грати на скрипці в Центральній музичній школі (ЦМШ) при Московській консерваторії, а згодом після переїзду сім'ї до Києва — два роки на віолончелі в музичній десятирічці. Потім на деякий час залишив заняття музикою і перейшов у загальноосвітню школу. Закінчив Київський політехнічний інститут. Кандидат технічних наук (дисертація — на стику фізики металів та обробки металів тиском), довгі роки працював старшим науковим співробітником в Академії наук.
Гри на класичній гітарі декілька років навчався приватним чином у відомого педагога Констянтина Смаги. Екстерном здав випускні екзамени на джазовому відділенні музичної школи ім. К.Стеценко. Джаз вивчав самостійно за зарубіжними джерелами, записами та в процесі спілкування з джазменами.

### Творчість
Закінчив естрадне відділення Київської вечірньої музичної школи (1980). Гри на гітарі навчався у К. Смаги. Від 1970 вів приватну педагогічну діяльність. Був членом Президії Джазової асоціації України (1995—1998), оргкомітету 1-го міжнародного фестивалю «Гітара-97» у Києві. Автор підручників з гри на гітарі, перекладених кількома мовами. Упорядник книг «Популярні джазові п'єси в обробці для шестиструнної гітари» (1980), «Джаз в ритме самбы» (1989; обидві — Київ). Знявся у д/ф «Гітара на повну силу» (1992, реж. С. Пархомов).

### Смерть
Володимир Олександрович Манілов помер 3 грудня 2003 року від гострої серцевої недостатності.